# Stenico
Stenico is een gemeente in de Italiaanse provincie Trente (regio Trentino-Zuid-Tirol) en telt 1149 inwoners (31-12-2012). De oppervlakte bedraagt 49,8 km², de bevolkingsdichtheid is 23 inwoners per km².

## Demografie
Stenico telt ongeveer 481 huishoudens. Het aantal inwoners steeg in de periode 1991-2001 met 9,5% volgens cijfers uit de tienjaarlijkse volkstellingen van ISTAT.
| Jaar | Inwoneraantal |
| ---- | ------------- |
| 1991 | 969           |
| 2001 | 1061          |
| 2011 | 1137          |

## Geografie
Stenico grenst aan de volgende gemeenten: Pinzolo, Ragoli, Giustino, San Lorenzo in Banale, Bocenago, Dorsino, Montagne, Lomaso, Bleggio Inferiore.

## Bezienswaardigheden
- Het kasteel van Stenico (Italiaans: Castello di Stenico) had een belangrijke strategische functie. Dit gebied was in de 13e eeuw eigendom van de prins-bisschop van Trente die het kasteel liet bouwen ter verdediging van zijn bezittingen. Het kasteel is nadien vaak verbouwd en uitgebreid, het laatst door de Oostenrijkse regering in de 19e eeuw die het complex gebruikte als bestuurszetel voor de regio. Na de overdacht van het gebied aan de Italiaanse staat na de Eerste Wereldoorlog werd het geheel gebruik als rechtbank en vervolgens tussen 1929 en 1965 als het hoofdkwartier van de carabinieri. In 1973 kwam het geheel in handen van de autonome provincie Trente. Aan het eind van de 80'er jaren werd het complex gerestaureerd en het is nu een museum.
- Stenico heeft een kleine botanische tuin met als hoogtepunt de Rio Branco waterval. Het water komt via spleten uit de rots. De watertoevoer uit de hoge bergen is onregelmatig. In de winter wordt het water als sneeuw en ijs vastgehouden en is de waterval zeer bescheiden. De grootste watertoevoer is in de lente als het sneeuw smelt. Het water heeft wel een constante temperatuur van ongeveer 4 °C.

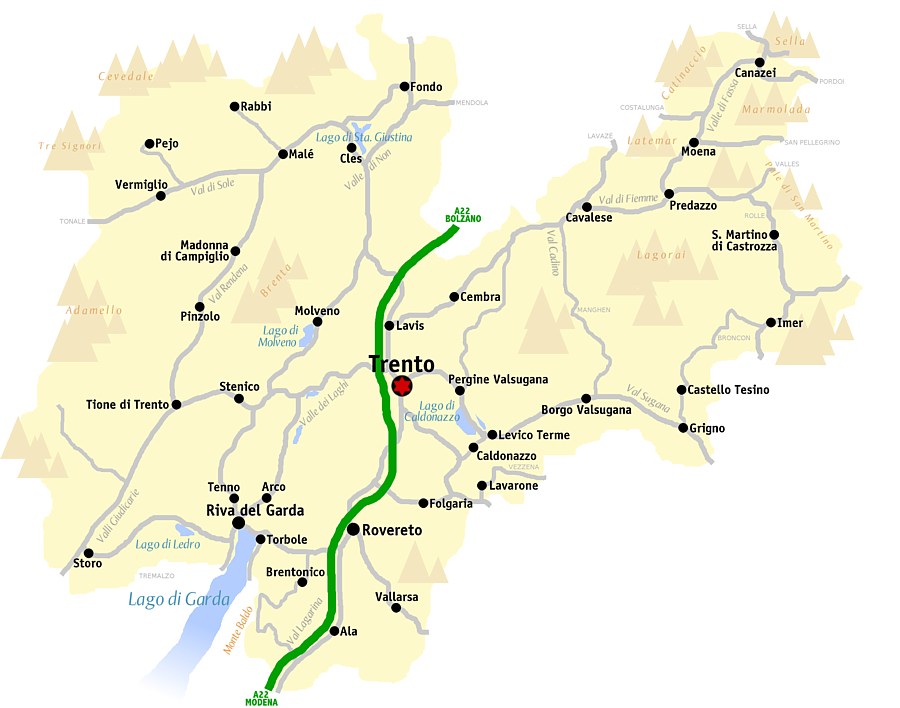
Locatie van Stenico ten westen van Trente
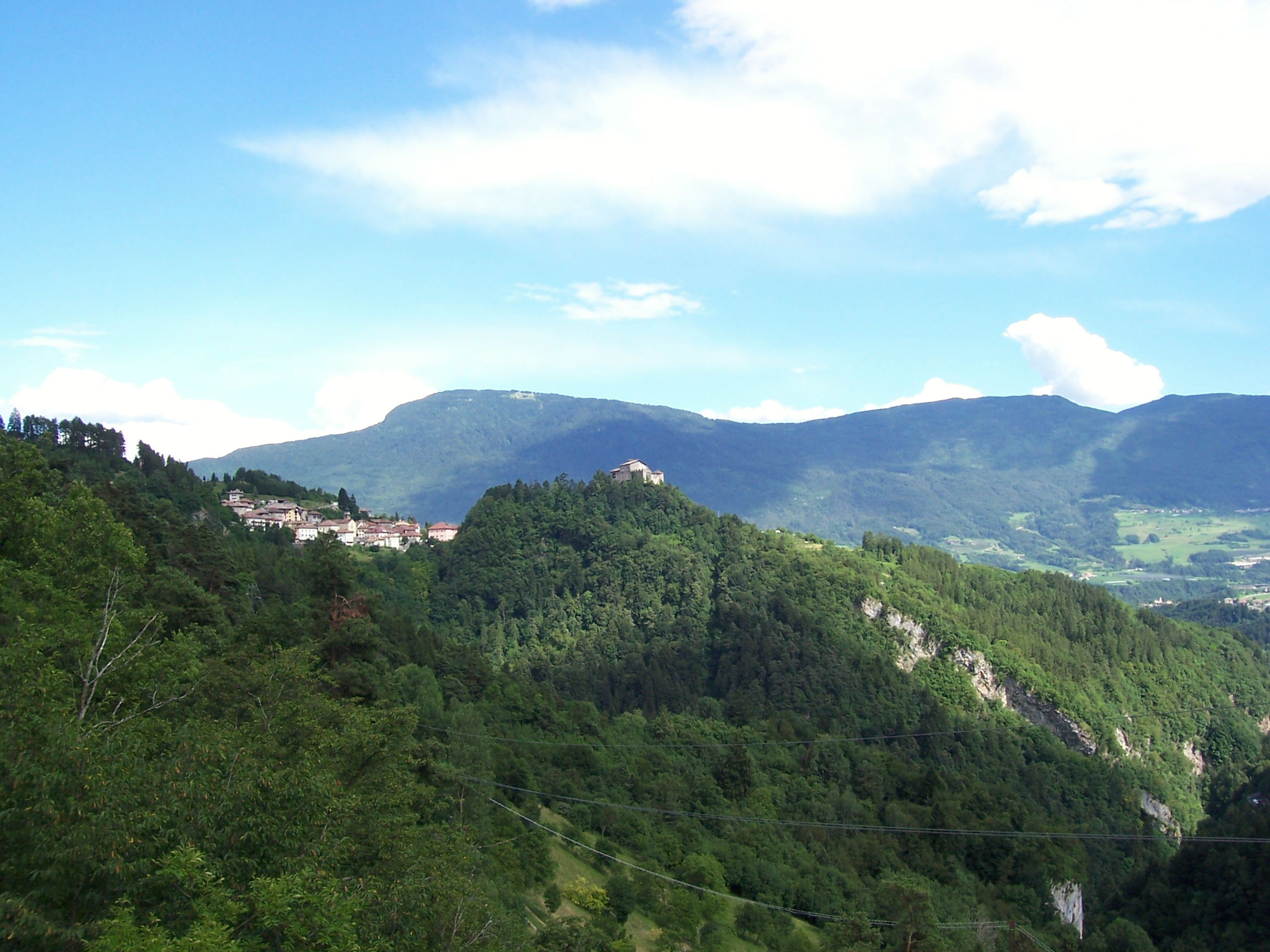
Stenico (links) en het kasteel (midden)
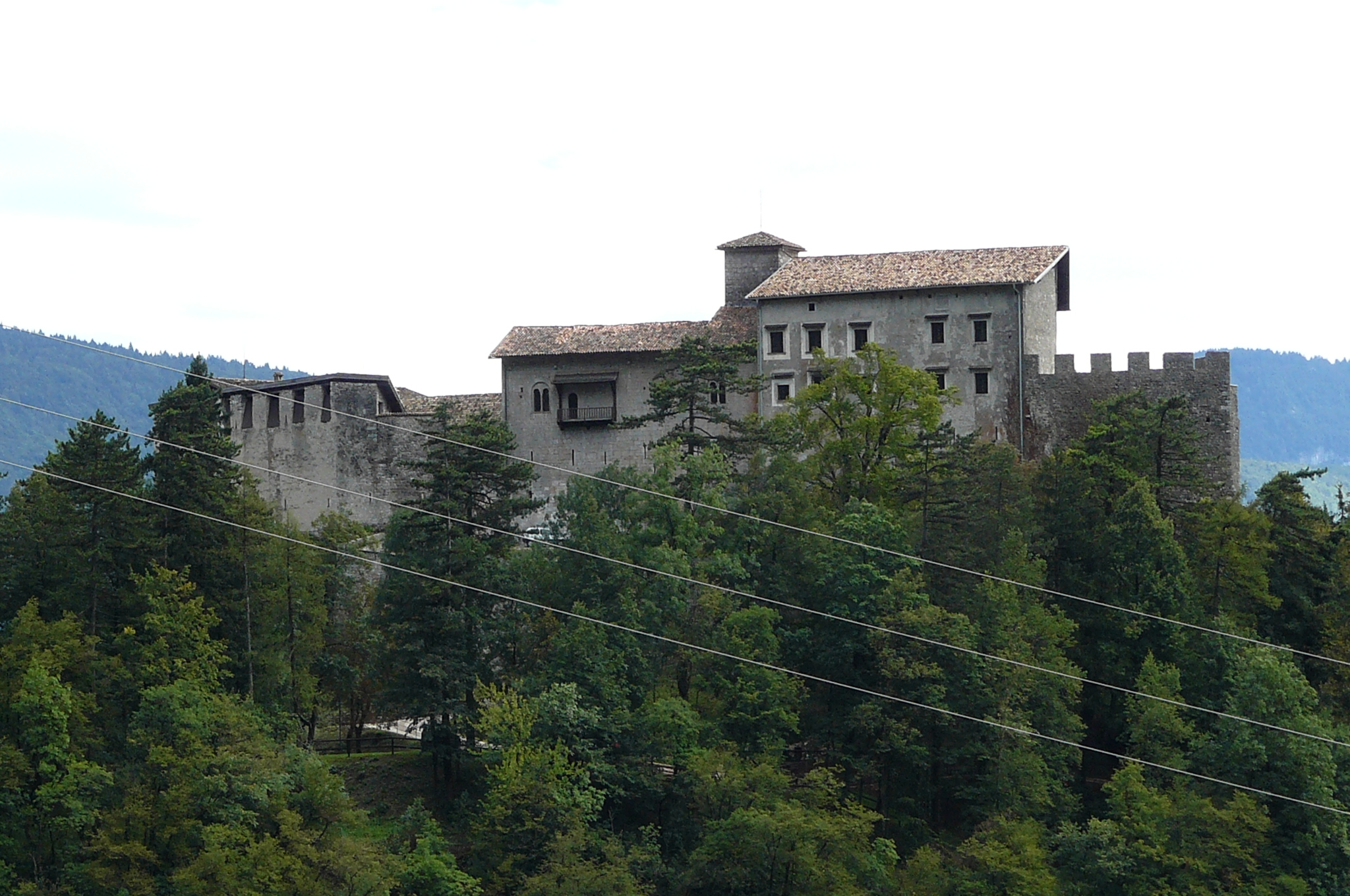
Kasteel Stenico
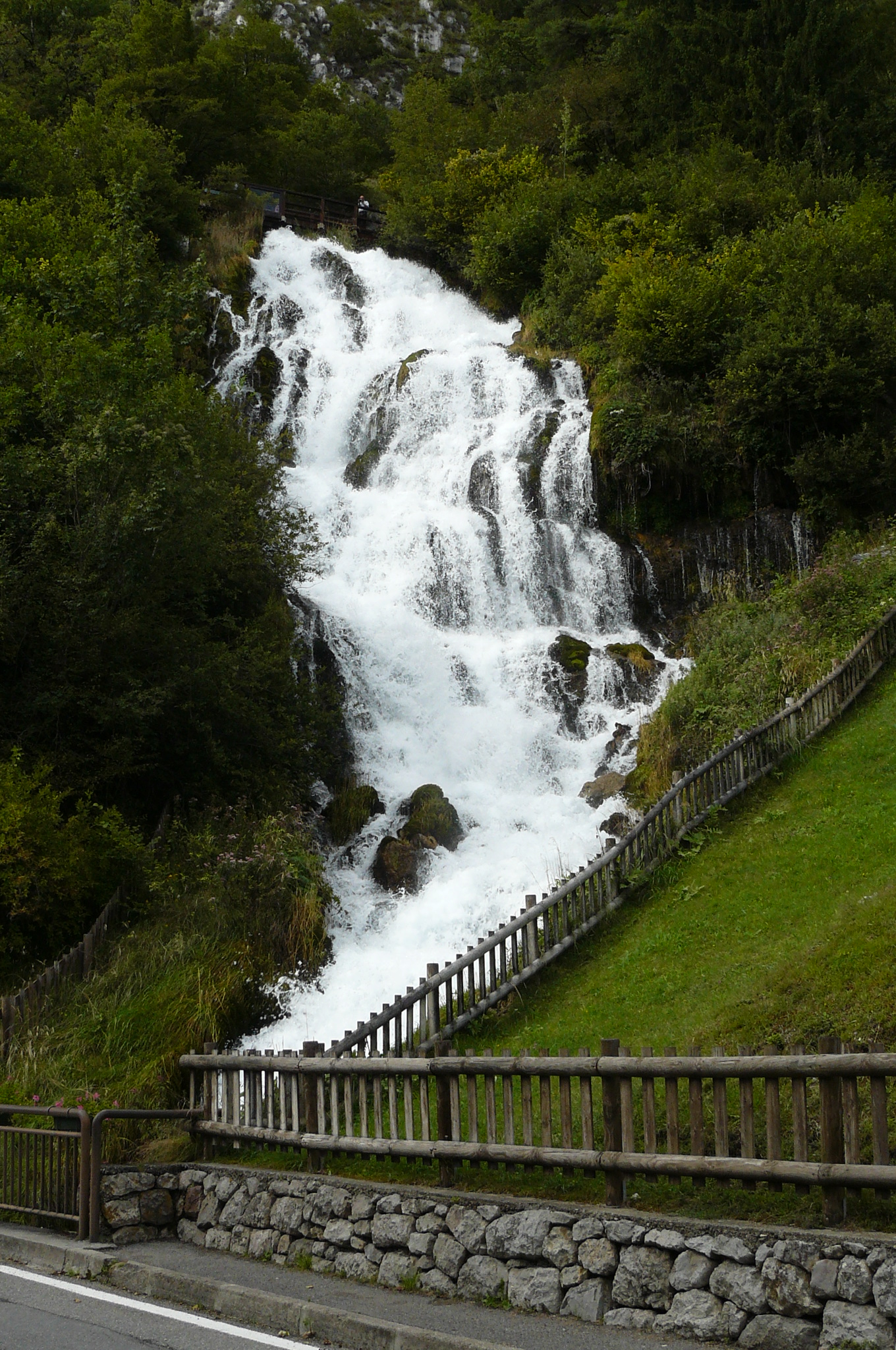
Rio Branco waterval